# Phản ứng miễn dịch

Đại thực bào tiêu thụ kháng nguyên, và thể hiện hình dạng của chúng trên bề mặt. Các tế bào T gắn vào các kháng nguyên này để tạo ra các tế bào T Helper, do đó các kháng thể có thể được tạo ra bởi các tế bào B, tế bào Effector B, tế bào B và tế bào Killer T có thể loại bỏ tất cả các tế bào bị nhiễm bệnh

Hình vẽ phản ứng miễn dịch cơ bản với tế bào B và tế bào T

Phản ứng miễn dịch là phản ứng của cơ thể do hệ thống miễn dịch của nó được các kháng nguyên kích hoạt. Phản ứng miễn dịch có thể bao gồm khả năng miễn dịch với các vi sinh vật gây bệnh và các sản phẩm của nó, dị ứng, từ chối ghép, cũng như tự miễn dịch với các kháng nguyên tự dung nạp. Trong quá trình này, các tế bào chính liên quan là tế bào T và tế bào B (loại phụ của tế bào lympho) và đại thực bào (một loại bạch cầu). Những tế bào này tạo ra các lymphokine ảnh hưởng đến hoạt động của các tế bào chủ khác. Các tế bào B, khi được kích hoạt bởi các tế bào T trợ giúp trải qua quá trình mở rộng vô tính. Các tế bào B phân biệt thành các tế bào B tác động, tồn tại trong thời gian ngắn và tiết ra các kháng thể và các tế bào B nhớ, tồn tại lâu và tạo ra phản ứng nhanh, được ghi nhớ khi tiếp xúc với cùng một bệnh nhiễm trùng trong tương lai. Các tế bào B trưởng thành để tạo ra globulin miễn dịch (còn được gọi là kháng thể), phản ứng với các kháng nguyên. Đồng thời, các đại thực bào xử lý các kháng nguyên thành các đơn vị miễn dịch kích thích tế bào lympho B biệt hóa thành các tế bào plasma tiết kháng thể, kích thích các tế bào T giải phóng các lymphokine.
Bổ sung là một nhóm các protein huyết thanh bình thường giúp tăng cường đáp ứng miễn dịch bằng cách được kích hoạt do kết quả của tương tác kháng nguyên-kháng thể. Tiếp xúc đầu tiên với bất kỳ kháng nguyên nào làm nhạy cảm cá nhân bị ảnh hưởng và thúc đẩy phản ứng miễn dịch chính. Tiếp theo các cá nhân nhạy cảm có cùng kháng nguyên dẫn đến phản ứng nhanh và lớn hơn, được gọi là phản ứng miễn dịch thứ cấp ("phản ứng tăng cường" hoặc "phản ứng hồi tưởng"). Nó được thể hiện rõ nhất ở mức độ của các kháng thể trong huyết thanh lưu hành.
Một phản ứng hồi tưởng trong y học là một phản ứng miễn dịch bị làm trễ. Thuật ngữ này thường được sử dụng trong y học truyền máu và đề cập đến một sự cố phơi nhiễm trong đó kháng thể được hình thành khi tiếp xúc ban đầu với một kháng nguyên trong một đơn vị truyền máu, nhưng quần thể tế bào B bộ nhớ cụ thể mờ dần theo thời gian, với kháng thể trở nên không thể phát hiện qua nhiều năm. Nếu một bệnh nhân tiếp xúc lại với cùng một kháng nguyên vi phạm trong truyền máu trong tương lai (điều này có thể xảy ra do màn hình kháng thể trên thực tế sẽ âm tính), vẫn sẽ có một sự sản xuất kháng thể IgG khổng lồ, nhanh chóng chống lại kháng nguyên, điều này có thể dự đoán được lyse các tế bào hồng cầu truyền, một phản ứng truyền máu tán huyết bị trì hoãn.  
Phản ứng miễn dịch có thể được chuyển qua việc giới thiệu kháng thể trong huyết thanh từ những người nhạy cảm với những người bị mẫn cảm. Nó đặc biệt cao đối với kháng nguyên nhất định và thường được định hướng chống lại các chất protein ngoại lai.